# Ralph Thomas
Ralph Thomas (Kingston-upon-Hull, Yorkshire, Regne Unit, 10 d'agost de 1915 - Londres, 17 de març de 2001) va ser un director de cinema britànic.

## Biografia
Nascut a Kingston upon Hull, Thomas va entrar en el món del cinema ingressava com un noi de Claqueta a Shepperton Studios el 1932 mentre estudia. Aviat va treballar en els departaments de so, muntatge i càmera.
Durant la Segona Guerra Mundial, Thomas va servir amb el 9th Queen's Royal Lancers aconseguint el rang de Comandant i sent-li atorgada la Creu Militar.
Retornant al cinema amb Rank Organisation, Thomas avançava d'ajudant de muntatge, de fer tràilers a cap del departament de tràilers així com fer de guionista. Sydney Box havia gaudit del tràiler de Miranda i per una malaltia inesperada, Thomas va fer el seu debut com a director a Once Upon a Dream.
El seu germà Gerald Thomas era també director de cinema, i el seu fill Jeremy Thomas és productor. Va rodar sovint amb l'actor James Robertson Justice. Va treballar també amb la productora Betty E. Box, la seva cunyada, dona del seu germà Gerald.

## Filmografia[3]
- 1949: Traveller's Joy
- 1949: Once Upon a Dream
- 1949: Helter Skelter
- 1951: The Clouded Yellow
- 1951: Appointment with Venus
- 1952: Venetian Bird
- 1953: A Day to Remember
- 1953: The Dog and the Diamonds
- 1954: Doctor in the House
- 1954: Mad About Men
- 1955: Damunt nostre, les onades (Above Us the Waves)
- 1955: Un metge a la Marina (Doctor at Sea)
- 1956: Sang a l'asfalt (Checkpoint)
- 1956: Faldilles d'acer (The Iron Petticoat)
- 1957: Metge a la vista (Doctor at Large)
- 1957: Campbell's Kingdom
- 1958: Una història de dues ciutats (A Tale of Two Cities)
- 1958: The Wind Cannot Read
- 1959: The 39 Steps
- 1959: Es busca minyona (Upstairs and Downstairs)
- 1960: Conspiracy of Hearts
- 1960: Doctor in Love
- 1961: No Love for Johnnie
- 1961: No My Darling Daughter
- 1962: A Pair of Briefs
- 1962: The Wild and the Willing
- 1963: Doctor in Distress
- 1964: Un juny massa càlid (Hot Enough for June)
- 1964: Persecució implacable (The High Bright Sun)
- 1966: Més perilloses que els homes (Deadlier Than the Male)
- 1966: Doctor in Clover
- 1968: Nobody Runs Forever
- 1969: Some Girls Do
- 1970: Un metge amb problemes (Doctor in Trouble)
- 1971: Percy
- 1971: Quest for Love
- 1973: The Love Ban
- 1974: Percy's Progress
- 1979: Nightingale Sang in Berkeley Square

## Premis i nominacions

### Nominacions[4]
- 1955: Lleó d'Or per Un metge a la Marina
- 1957: Crystal Globe al Festival Internacional de Cinema de Karlovy Vary per Metge a la vista
- 1961: Os d'Or a la Berlinale per No Love for Johnnie